# Conversazione di Eiros e Charmion
La Conversazione di Eiros e Charmion (The conversation of Eiros and Charmion, tradotto in italiano anche come Conversazione tra Eiros e Charmion, Dialogo di Eiros e Charmion e simili) è un racconto breve scritto da Edgar Allan Poe. Il racconto è in forma di dialogo. Fu pubblicato per la prima volta nella raccolta Racconti del grottesco e dell'arabesco nel 1840.

## Trama
Questo racconto è un dialogo tra due entità chiamate Eiros e Charmion che in passato erano stati esseri umani. Eiros racconta a Charmion come il pianeta Terra sia stato distrutto, bruciando, a causa dell'impatto di un corpo meteorico o cometa.